# Mobile Suit Gundam: Side Story III - Sabakareshi Mono
Mobile Suit Gundam: Side Story III - Sabakareshi Mono (機動戦士ガンダム外伝ＩＩＩ　裁かれし者, Kidō senshi Gandamu gaiden III sabakareshimono) est un jeu vidéo de tir au pistolet développé et édité par Bandai en mars 1997 sur Saturn. C'est une adaptation en jeu vidéo de la série basée sur l'anime Mobile Suit Gundam. C'est le dernier épisode d'une série de trois jeux.

## Série
1. Mobile Suit Gundam: Side Story I - Senritsu no Blue : 1996
2. Mobile Suit Gundam: Side Story II - Ao Wo Uketsugu Mono : 1996
3. Mobile Suit Gundam: Side Story III - Sabakareshi Mono
4. Mobile Suit Gundam: Side Story - The Blue Destiny : 1997, compilation des trois épisodes de la série